# Adalbert af Bremen
Adalbert af Bremen (også: Albert, Adalbert I.) (født omkring år 1000, død 16. marts 1072 i Goslar) var fra 1043 frem til sin død ærkebiskop af bispedømmet Hamburg-Bremen, som dengang omfattede det meste af Nordtyskland og de skandinaviske lande.
Han var formynder for kejser Henrik 4. mens denne var mindreårig og havde dermed den egentlige magt i Tyskland. Adalbert forsøgte også at gøre sin nordeuropæiske kirkeprovins mest mulig uafhængig af paven i Rom.
Han er begravet i domkirken i Bremen. Historikeren og kronikøren Adam af Bremen beretter i sin Gesta Hammaburgensis ecclesiae pontificum (dansk: Den hammaburgske Kirkes historie) udførligt om hans liv.